# Ondrejovce
Ondrejovce é um município da Eslováquia, situado no distrito de Levice, na região de Nitra. Tem 19,61 km² de área e sua população em 2018 foi estimada em 464 habitantes.

## Demografia
| Ano:        | 1994 | 2004   | 2014   | 2024   |
| ----------- | ---- | ------ | ------ | ------ |
| Broj ljudi: | 457  | 465    | 467    | 425    |
| Razlika:    |      | +1,75% | +0,43% | -8,99% |

| Ano:               | 2023 | 2024   |
| ------------------ | ---- | ------ |
| Número de pessoas: | 445  | 425    |
| Diferença:         |      | -4,49% |